# Eurosklerose
|  | Dieser Artikel oder Abschnitt wurde wegen inhaltlicher Mängel auf der Qualitätssicherungsseite der Redaktion Geschichte eingetragen (dort auch Hinweise zur Abarbeitung dieses Wartungsbausteins). Dies geschieht, um die Qualität der Artikel im Themengebiet Geschichte auf ein akzeptables Niveau zu bringen. Dabei werden Artikel gelöscht, die nicht signifikant verbessert werden können. Bitte hilf mit, die Mängel dieses Artikels zu beseitigen, und beteilige dich bitte an der Diskussion! |

Der Begriff Eurosklerose wird für die Krisenphase der europäischen Integration zwischen 1973 und 1984 verwendet, in der die Staaten der Europäischen Wirtschaftsgemeinschaft (EWG) ihre Bestrebungen bei der Öffnung der europäischen Märkte verringerten und teilweise zu einer nationalen Wirtschaftspolitik zurückkehrten.

## Begriffserklärung
Der Begriff Eurosklerose ist ein Kunst- und Kofferwort aus den Begriffen „Euro“ (Europa/europäisch) und „Sklerose“ (medizinisch: Verhärtung / Verkalkung / Verstopfung von Arterien, Organen etc.). Er wurde 1985 von dem deutschen Volkswirt Herbert Giersch geprägt. Von seinen Kollegen und den Medien aufgegriffen, entwickelte er sich zu einem Schlagwort für die Beschreibung der Politik Europas in den 70er und 80er Jahren.

## Ursachen
Die Eurosklerose hatte verschiedene Ursachen, die Anfang der siebziger Jahre die europäische Integration hemmten. Nach zwei Jahrzehnten schnellen wirtschaftlichen Wachstums erfuhr die 1957 gegründete Europäische Wirtschaftsgemeinschaft nun erstmals eine Verschlechterung der Konjunktur, die durch die Ölkrisen infolge des Jom-Kippur-Kriegs 1973 und der iranischen Revolution 1979 noch intensiviert wurde. Dabei verdeutlichte bereits Ende 1973 ein von der OPEC gegen die Niederlande verhängtes Lieferembargo den mangelnden Zusammenhalt der EWG-Staaten untereinander: Statt sich mit den Niederlanden zu solidarisieren, bemühten sich die übrigen Mitgliedsstaaten in der Ölkrise um jeweils nationale Lösungen.
Hinzu trat die internationale Währungskrise, die 1973 durch den Zusammenbruch des Bretton-Woods-Systems ausgelöst wurde und zu großen Wechselkursschwankungen zwischen den europäischen Ländern führte. Damit wurde die auf dem Gipfel von Den Haag 1969 vorgeschlagene und im Werner-Plan 1970 entwickelte Währungsunion der EWG-Staaten hinfällig, nur der 1972 eingerichtete europäische Wechselkursverbund konnte weiter bestehen.
Auch in anderen Wirtschaftsbereichen dominierten in den folgenden Jahren nationale Lösungsversuche. Schwache Wirtschaftsbereiche wurden – entgegen den Wettbewerbszielen des EWG-Vertrags – von den Nationalstaaten gestützt und subventioniert; durch nationale Regulierungen wurden Marktbarrieren geschaffen, um den freien Warenverkehr und das Agieren ausländischer Unternehmen auf den jeweiligen Inlandsmärkten zu erschweren; durch nationale Agrarsubventionen wurde der gemeinsame Agrarmarkt weitgehend ausgehebelt. Insgesamt war keiner der Mitgliedsstaaten bereit, Kompetenzen zur Marktregulierung an die EWG abzutreten.

## Weitere Krisenzeichen
Die unkoordinierten nationalen Ansätze bei der Bekämpfung der Wirtschaftskrise – während etwa Frankreich auf eine Konjunkturförderung durch höhere Inflation setzte, bemühte sich Deutschland um Wechselkursstabilität und angebotsorientierte Maßnahmen – erhöhten die wirtschaftlichen Unterschiede zwischen den europäischen Staaten weiter und machten sie noch anfälliger für die Krise. In zahlreichen europäischen Staaten kam es zum Phänomen der Stagflation: steigenden Preisen bei weiterhin schwacher Konjunktur und steigender Arbeitslosigkeit.
Ein weiteres Problem trat hinzu, als Margaret Thatcher 1979 in Großbritannien Premierministerin wurde und sich eine Reduzierung der britischen Nettobeitragszahlungen an die EWG zum Ziel setzte. Dabei ging es vor allem um die Gemeinsame Agrarpolitik, mit der die Gemeinschaft europäische Landwirte subventionierte: Diese vereinnahmte den größten Teil des EWG-Budgets, von dem jedoch nur die landwirtschaftlich geprägten Länder, vor allem Frankreich und Italien, nicht aber das industrielle Großbritannien profitierten. Thatcher forderte daher eine Reform der Agrarpolitik, der sich jedoch insbesondere Frankreich widersetzte. Dies wiederum führte unter dem Slogan „I want my money back!“ zu einer Blockadepolitik Thatchers in den anderen EWG-Politikbereichen.
Ebenfalls von der Eurosklerose betroffen waren die EG-Beitrittsanträge der ebenfalls landwirtschaftlich geprägten südeuropäischen Staaten Spanien und Portugal; Griechenland, das seine Mitgliedschaft bereits 1975 beantragt hatte, wurde 1981 formell aufgenommen. Die Beitrittsverhandlungen mit Spanien und Portugal verzögerten sich jedoch, insbesondere wegen wirtschaftlicher und finanzieller Bedenken der ursprünglichen Mitglieder. So fürchteten Frankreich und Italien, später auch Griechenland, die Konkurrenz z. B. bei Wein und Südfrüchten sowie durch die spanische Fischerei: Ein stark wachsender Markt hätte die in diesem Bereich durch die Agrarsubventionen bereits ohnehin sehr hohe Belastung des Gemeinschaftshaushalts noch erheblich gesteigert. Umgekehrt fürchteten die Beitrittskandidaten, dass ihre rückständige industrielle Produktion sich dem Wettbewerb der Gemeinschaft nicht würde stellen können und forderten verschiedene Sonderregelungen.
Die Unfähigkeit der Gemeinschaft, in wichtigen Fragen zu Konsenslösungen zu gelangen, zeigte sich schließlich auch im Fall von Grönland. Diese Insel, die 1973 als Region Dänemarks Mitglied der EWG geworden war und seit 1979 ein Autonomiestatut besaß, geriet aufgrund der europäischen Fischereipolitik immer wieder in Konflikte mit den anderen Mitgliedsstaaten. Am 23. Februar 1982 beschloss die grönländische Bevölkerung daher in einem Referendum den Austritt aus der Gemeinschaft, der am 1. Januar 1985 vollzogen wurde. Grönland wurde damit zum ersten und bis zum Brexit-Referendum im Juni 2016 einzigen Gebiet, das im Verlauf der europäischen Integration aus der Gemeinschaft wieder ausgetreten ist.

## Integrationsschritte trotz der Krise
Trotz der Eurosklerose kam es auch in den siebziger Jahren zu einigen bedeutenden Schritten im Integrationsprozess. Auf institutioneller Ebene zählten dazu insbesondere die feste Einrichtung des Europäischen Rats 1974, einem mehrmals jährlich stattfindenden Gipfeltreffen der Staats- und Regierungschefs der EWG. Dadurch entstand ein neuer „Motor“ für den Integrationsprozess, der bewirkte, dass trotz der nationalen Unterschiede wichtige Themen der Gemeinschaft regelmäßig gemeinsam besprochen werden konnten.
Ein zweiter wichtiger Schritt war die Verabschiedung des Direktwahlakts 1976, der die erste Europawahl 1979 ermöglichte. Dadurch erhielt das Europäische Parlament – zu dieser Zeit nur wenig mehr als eine beratende Institution, deren Mitglieder zuvor von den nationalen Parlamenten ernannt worden waren – eine neue demokratische Legitimation, die dazu dienen sollte, die Bürger besser in den Integrationsprozess einzubinden. Allerdings hatte diese erste Europawahl zunächst kaum spürbare Auswirkungen auf die allgemeine Krisenstimmung.
Zum bedeutenden Förderer der europäischen Marktintegration wurde schließlich auch der Europäische Gerichtshof (EuGH). Mit der Dassonville-Entscheidung 1974, die er im Cassis-de-Dijon-Urteil 1979 im Wesentlichen bestätigte, erklärte der EuGH jede nationale Handelsregelung, „die geeignet ist, den innergemeinschaftlichen Handel unmittelbar oder mittelbar, tatsächlich oder potentiell zu behindern“, für gleichbedeutend mit einer mengenmäßigen Importbeschränkung, wie sie der EWG-Vertrag ausdrücklich verbot. Damit erklärte er viele der während der Wirtschaftskrise von den Mitgliedsstaaten errichteten Marktbarrieren für europarechtswidrig und förderte die Warenverkehrsfreiheit als einen Grundpfeiler des Gemeinschaftsrechts.

## Überwindung der Eurosklerose
Erst Mitte der 1980er Jahre begann der Integrationsprozess wieder an Fahrt aufzunehmen. Hierzu trug die Überwindung der zweiten Ölkrise bei, die ihren Höhepunkt 1981/82 erreicht hatte, vor allem aber die Übereinkunft bezüglich der Agrarpolitik und der britischen Beitragszahlungen, die auf dem Europäischen Rat von Fontainebleau im Juni 1984 erzielt wurde: Die Gemeinsame Agrarpolitik wurde nur oberflächlich reformiert; dafür erhielt Großbritannien einen 40-prozentigen Nachlass auf all seine Pflichtbeiträge zum EG-Haushalt, der durch die Erhöhung der EG-Eigenmittel aus der Mehrwertsteuer ausgeglichen werden musste. Dieser sogenannte Britenrabatt führte in der späteren Entwicklung der Gemeinschaft wiederholt zu Konflikten, war aber geeignet, um die Blockade kurzfristig zu überwinden.
Im nächsten Jahr kam es auch in den Beitrittsverhandlungen mit Spanien und Portugal zum Durchbruch, als die beiden südlichen Länder in lange Übergangsfristen einwilligten, während derer sie teilweise auf die Subventionen durch die Gemeinsame Agrarpolitik verzichteten. Griechenland, das sich bis zuletzt gegen die Erweiterung stellte, stimmte schließlich nach der Zusicherung bestimmter Sondervergünstigungen zu, so dass Spanien und Portugal am 1. Januar 1986 den Europäischen Gemeinschaften beitreten konnten.
Ende 1985 schließlich einigten sich die Mitgliedsstaaten – auch auf Initiative des 1985 neu ernannten Kommissionspräsidenten Jacques Delors – auf ein umfangreiches Reformpaket, um die europäische Integration wiederzubeleben. Diese Einheitliche Europäische Akte (EEA) wurde 1986 verabschiedet und trat im folgenden Jahr in Kraft. Sie enthielt unter anderem eine erste Erweiterung der Kompetenzen des Europäischen Parlaments und die Wiederaufnahme des 1969 in Den Haag beschlossenen Plans einer Europäischen Politischen Zusammenarbeit zur außenpolitischen Koordinierung der EWG-Staaten. Vor allem aber enthielt die EEA das Projekt eines gemeinsamen europäischen Binnenmarkts mit weitgehend einheitlichen Regeln und Wettbewerbsbedingungen und zog damit die politischen Konsequenzen aus den Erfahrungen während der Krise. Mit der Umsetzung dieses Binnenmarktprojekts, die bis zum 1. Januar 1993 erfolgte, erfuhr der europäische Einigungsprozess einen deutlichen Schub, mit dem er die Phase der Eurosklerose zurückließ. Höhepunkt dieser neuen Integrationsdynamik war schließlich der 1992 geschlossene Vertrag von Maastricht zur Gründung der Europäischen Union.

## Spätere Begriffsverwendung
Bedingt durch das EU-Mitgliedschaftsreferendum im Vereinigten Königreich 2016 am 23. Juni 2016 wurde der Begriff 2016 auch in diesem Zusammenhang verwendet.